# О (бенгальская буква)

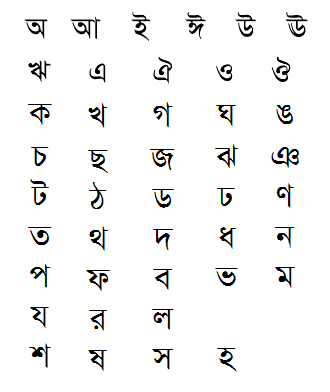

О , ও — десятая буква бенгальского алфавита, обозначает огубленный гласный заднего ряда средне-верхнего подъёма. Внутри и в конце слова передаётся внутристрочным контактным знаком окар,  ো , состоящем из окружающих букву знаков экар  ে  и акар  া . Символ юникода U+0993, для окара, экара и акара соответственно U+09CB, U+09C7 и U+09BE.

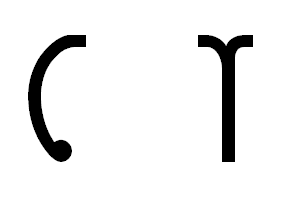
Окар

В современном бенгальском языке звучание букв অ и ও отличается лишь в конце слова (в то время как в древности буква অ звучала ближе к u). Это часто приводит к попыткам выделить на письме звучание ও в конце слова, пытаются написать মতো вместо মত или ভালো вместо ভাল и т.п. 